# La mano di Dante
La mano di Dante (In the Hand of Dante) è un romanzo dello scrittore Nick Tosches.

## Trama
Il libro fonde due storie diverse, una ambientata nel XIV secolo in Italia e in Sicilia con protagonista Dante Alighieri, e l'altra ambientata nell'autunno 2001 con protagonista lo stesso Nick Tosches in una versione romanzata. Dante sta finendo di scrivere la Divina Commedia, il suo capolavoro, e fa un viaggio in Sicilia per conoscerla. Intanto Tosches, come critico di Dante, è chiamato da dei mercanti neri per confermare l'autenticità del manoscritto della Divina Commedia presumibilmente scritta dallo stesso Dante.
Nelle versioni moderne del libro vi sono incluse delle riflessioni di Tosches sullo stato dell'editoria moderna, la vanità della poesia e della prosa eccessivamente fiorite, riferimenti sui suoi libri precedenti, gli attentati dell'11 settembre e sui Rolling Stones.

## Versione cinematografica
Nel 2008 l'attore Johnny Depp, attraverso la sua società di produzione Infinitum Nihil, si è assicurato i diritti cinematografici del romanzo di cui da tempo è dichiarato fan. Nel film, lo stesso Depp dovrebbe essere tra gli interpreti principali, nei panni dello stesso Tosches. Nel settembre 2025 sarà presentata a Venezia la versione cinematografica per la regia di Julian Schnabel, protagonista Oscar Isaac.    